# Economía de Japón
La economía de Japón es la cuarta mayor a nivel mundial, tras los Estados Unidos y China y Alemania. La cooperación entre el gobierno y las industrias, la costumbre japonesa del trabajo duro y el dominio de la tecnología han llevado a Japón al éxito económico del que disfruta hoy en menos de medio siglo.
Los sectores estratégicos de la economía japonesa son los productos manufacturados y tecnología, sobre todo los vehículos, artículos electrónicos e industria del acero. Sin embargo, la agricultura en Japón es bastante ineficiente, según los estándares actuales, y recibe muchos subsidios del estado. El sector de las finanzas está desarrollándose mucho en la actualidad debido en gran parte a su moneda, el yen que es la tercera más transada tras el dólar estadounidense y el euro.
Tras 40 años de un crecimiento económico constante y a veces espectacular, la economía japonesa no creció de manera significativa durante el decenio de 1990, situación revertida desde 2003, año desde el cual la economía ha vuelto a crecer significativamente. Se puede afirmar que la economía japonesa ha sido sin lugar a dudas el fenómeno económico de la segunda mitad del siglo XX. Este éxito fue el resultado de un control exhaustivo de las importaciones, una inversión muy elevada en el interior y una política de exportación muy agresiva dirigida por el poderoso Ministerio de Comercio Internacional e Industria. El resultado es un Producto Interior Bruto de más de 5 billones de dólares estadounidenses y una balanza comercial positiva de más de 100 mil millones de dólares. Los principales socios comerciales de Japón son: Estados Unidos, China, Malasia, Tailandia, Corea del Sur, Alemania y el resto de los estados miembros de la Unión Europea. Japón es el segundo país con mayor equidad de ingresos per cápita.[cita requerida]
Características notables de la economía japonesa incluyen una fuerte unidad entre productores, manufactureros y distribuidores, reunidos en grupos conocidos como keiretsu; los fuertes gremios empresariales y shuntō y la garantía del empleo vitalicio para la mayoría de los trabajadores. Muchas de estas características se han visto deterioradas a través de los años.
En julio de 2006 subieron los tipos de interés interbancarios un 0,25% tras 6 años sin subidas.
La deuda per cápita de Japón es en 2016 la más alta del mundo.

## Tendencia macroeconómica
Este es un gráfico de la evolución del Producto Interno Bruto de Japón a precios de mercado estimado por el Fondo Monetario Internacional, con cifras en millones de yenes japoneses.
| Año  | Producto Interno Bruto | Tipo de cambio US Dólar | Índice de inflación |  |
| ---- | ---------------------- | ----------------------- | ------------------- |  |
| 1955 | 8.369.500              | ￥580                   |                     |  |
| 1960 | 16.009.700             | ￥360                   |                     |  |
| 1965 | 32.866.000             | ￥360                   |                     |  |
| 1970 | 73.344.900             | ￥296,37                |                     |  |
| 1975 | 148.327.100            | ￥33                    |                     |  |
| 1980 | 240.707.315            | ￥225,82                | 75                  |  |
| 1985 | 323.541.300            | ￥236,79                | 86                  |  |
| 1990 | 440.124.900            | ￥144,15                | 92                  |  |
| 1995 | 493.271.700            | ￥93,52                 | 98                  |  |
| 2000 | 501.068.100            | ￥107,73                | 100                 |  |
| 2005 | 502.905.400            | ￥110,01                | 97                  |  |

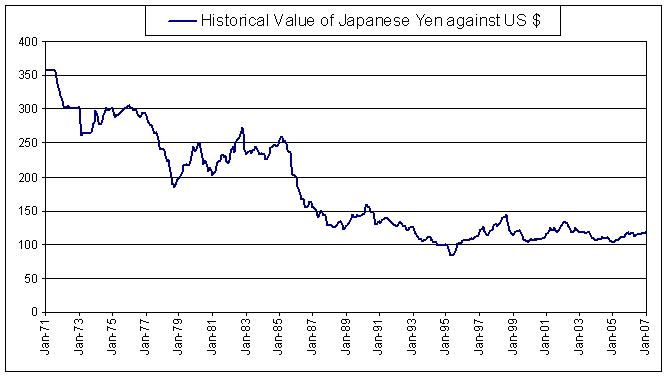
Tendencia Histórica de valor de Yen japonés.

En el año 2000, el índice de inflación japonés se igualó a 100 por iniciativa del gobierno del país.
Por la comparación del poder adquisitivo, 1 US$ se intercambia a 125,16 ￥.

## Indicadores económicos de Japón
| Indicador                                                                       | Valor mas reciente |
| ------------------------------------------------------------------------------- | ------------------ |
| PIB (US$ a precios actuales)                                                    | 4,2 (2023 billón)  |
| PIB per cápita (US$ a precios actuales)                                         | 33.766,5 (2023)    |
| Crecimiento del PIB (% anual)                                                   | 1,7 (2023)         |
| Desempleo, total (% de la fuerza laboral total) (estimación modelada de la OIT) | 2,6 (2024)         |
| Inflación, precios al consumidor (% anual)                                      | 2,7 (2024)         |
| Remesas de trabajadores y compensación de empleados, recibidas (% del PIB)      | 0,1 (2023)         |

## Comercio exterior
En 2020, el país fue el quinto mayor exportador del mundo (US $ 705,8 millones en bienes, 3,8% del total mundial). En la suma de bienes y servicios exportados, alcanza los US $ 904,8 mil millones y se ubica en el 4.º lugar a nivel mundial. En importaciones, en 2019, fue el cuarto mayor importador del mundo: US $ 720,9 mil millones.

## Sector primario

### Agricultura
En 2018, Japón produjo 9,7 millones de toneladas de arroz (decimotercer productor más grande del mundo), 3,6 millones de toneladas de remolacha azucarera (utilizada para producir azúcar y etanol), 1,2 millones de toneladas de caña de azúcar (utilizada para producir azúcar y etanol), 208 mil toneladas de caqui (Cuarto productor mundial), 2,7 millones de toneladas de verduras variadas, 3 millones de toneladas de patata, 1,3 millones de toneladas de repollo, 1,6 millones de toneladas de cebolla, 773 mil toneladas de mandarina, 756 mil toneladas de manzana, 764 mil toneladas de trigo, 724 mil toneladas de tomate, 612 mil toneladas de zanahoria, 578 mil toneladas de lechuga y achicoria, 550 mil toneladas de pepino, 317 mil toneladas de sandía, 300 mil toneladas de berenjena, 258 mil toneladas de pera, 226 mil toneladas de espinacas, 211 mil toneladas de soja, 197 mil toneladas de calabaza, 174 mil toneladas de cebada, 174 mil toneladas de uva, 164 mil toneladas de coliflor y brócoli, 164 mil toneladas de ñame, 163 mil toneladas de fresa, 143 mil toneladas de melón, 141 mil toneladas de taro, 140 mil toneladas de pimienta, 113 mil toneladas de melocotón, 112 mil toneladas de  albaricoque, además de producciones más pequeñas de otros productos agrícolas.
A pesar de poseer poca superficie dedicada a la agricultura, este país tiene una de las mayores producciones mundiales por área sembrada. Esto se debe a la aplicación de avanzada tecnología agrícola. El cultivo principal es el arroz, siendo este quien ocupa más de la mitad de la superficie cultivada. El trigo, la patata y la batata son importantes para la satisfacción de las necesidades alimentarias locales. Un producto de mucho valor es el té, con producción sobre las laderas meridionales del país. Los cítricos son los frutos más cultivados.

### Ganadería
La ganadería no es un sector de mayor importancia en la economía del país; apenas dispone del 1.5% de la superficie del mismo como pastos naturales (567.000 ha). La carne se ha consumido en cantidades relativamente importantes en Japón sólo a partir de mediados del siglo XIX. Sin embargo, la acrecida prosperidad y mejora del nivel de vida en los años 60 y 70 generó un fuerte aumento de la demanda de carne, huevos y productos lácteos, lo que se ha traducido en un rápido crecimiento en los efectivos de las especies más rentables. Éste es el mayor componente del grueso de las importaciones agrícolas de Japón (casi un 25%) en los últimos años.
Los productos de mayor consumo son el cerdo, la carne vacuna y las carnes blancas. Basado en el valor de las importaciones, Japón es el receptor de carne más grande del mundo, ya que para este tipo de producto, en general son necesarias las fuertes importaciones. La cabaña bovina de carne consta de unos 2.800.000 cabezas, mientras que la cabaña lechera asciende a 1.700.000 vacas.
Destaca entre el ganado vacuno, la famosa raza wagyu, de cuyas terneras criadas en los alrededores Kobe procede la famosa ternera de Kobe, de carne entreverada. El ganado vacuno se cría estabulado, y es alimentado, mayoritariamente, a base de cereales. Una de las pocas zonas donde se cría ganado vacuno al aire libre es la isla de Hokkaido. También en la región del monte Aso de Kyushu pueden observarse vacas pastando al aire libre. Caballos y cabras, por su parte, se hallan en acelerada disminución y el número de ovejas es muy reducido.
La escasez de ganado en Japón se explica tanto por las necesidades impuestas por una alta densidad demográfica y la escasez de tierras susceptibles de ser cultivadas, como por el modo de producción propio de Extremo Oriente, centrado en la producción del arroz. Las mejores tierras, y ocasionalmente incluso las laderas de las montañas se dedicaban al cultivo del arroz. El ganado vacuno se utilizaba, casi en exclusiva, para labrar los campos, al igual que entre los Han de China; y existían una serie de tabús religiosos en torno a su consumo, ya que dejaba a las familias sin su principal fuerza de tracción. La frecuencia de los tifones tal vez contribuyó a que no se talaran las laderas para obtener pastizales y criar ganado, ya fueran vacas, ovejas o cabras. La destrucción de los bosques hubiera provocado corrimientos de tierras muy frecuentes.
Por otra parte, la escasa tendencia que existe en Extremo Oriente hacia el consumo de leche, así como la frecuente utilización de la seda y el algodón como fibras textiles, frente a la lana en Europa, explican porque no se criaron de forma masiva ni el ganado ovino ni el vacuno. Precisamente la escasez del ganado llevó al pueblo japonés a orientarse hacia el consumo de pescado y marisco, que abundaba en las ricas aguas que rodean el archipiélago japonés.

### Pesca
Desde tiempos remotos, el japonés ha sido un pueblo ictiófago: su débil consumo histórico de proteínas de origen ganadero era compensado con un abundante consumo de pescado. Se encuentra en el primer puesto mundial por su producción pesquera, en especial de sardinas, caballas y salmones. Sobre la costa meridional de Shikoku y Kyushu, se desarrolla la cría de ostras perlíferas. El grueso del tonelaje procede de la pesca de altura, ya que la costera representa sólo un 18.3%. Sin embargo la pesca en alta mar encara desde los años 60 un problema de que casi todos los países con aguas de gran riqueza ictiológica han extendido su soberanía pesquera hasta un límite de 200 millas de sus costas. Por ello, Japón ha desarrollado una especialización en la pesca pelágica, realizada en alta mar por grandes barcos-factorías.

### Silvicultura
Casi el 67% del área de Japón está cubierta de bosques, lo que supone 25.198.000 ha. Se trata de una porción muy elevada. El consumo de madera es enorme pero en la actualidad buena parte de la madera consumida por Japón procede del sureste asiático. La mayor parte de la producción propia corresponde a coníferas, especie que ocupa el 98% de la superficie de repoblación; en cambio, en los bosques naturales las frondosas representan el 82% del área de los mismos. Originariamente las frondosas ocupaban una superficie mayor en Japón, pero las sucesivas repoblaciones han reducido su superficie en favor de coníferas como el pino, o el sugi, mal llamado cedro japonés. De los árboles autóctonos es de destacar la cryptomeria, o sugi, las cupresaceas y roble japoneses, pinos, hayas y abetos. Hokkaido y la mitad norte de Honshu son áreas forestales densas.

## Sector secundario

### Industria
El Banco Mundial enumera los principales países productores cada año, según el valor total de la producción. Según la lista de 2019, Japón tenía la tercera industria más valiosa del mundo (U$ 1.02 billones).
En 2019, Japón fue el tercer mayor productor de  vehículos en el mundo (9,6 millones) y el tercer mayor productor de acero (99,3 millones de toneladas).
La nación de las actividades industriales (incluyendo la minería, la manufactura, y electricidad, gas, agua y servicios públicos) aportó el 46,6% del total de la producción industrial nacional en 1969, hasta descender ligeramente al 45,8% en 1975. Este constante descenso del sector industrial entre los años 1970 y 1980 fue resultado del crecimiento de las industrias de alta tecnología. Durante este período, algunas de las mayores industrias pesadas, como la siderurgia y la construcción naval, disminuyeron o se mantuvieron estables. Junto con la industria de la construcción, las industrias pesadas formaban el 34,9% de la fuerza de trabajo en 1989. El sector de la industria de servicios creció más rápidamente en los años 80, en términos de PNB (Producto Nacional Bruto), mientras que las mayores pérdidas se produjeron en la agricultura, la silvicultura, la minería y el transporte.
La mayor parte de la industria atiende al mercado nacional, pero son importantes las industrias que atienden las exportaciones de varios productos clave. En general, las industrias orientadas hacia las exportaciones relativamente más que a las importaciones en 1988 fueron equipos de transporte (con un ratio de 24,8 por ciento de las exportaciones más que las importaciones), los vehículos de motor (54 por ciento), maquinaria eléctrica (23,4 por ciento), maquinaria en general (21,2 por ciento), y los productos de metal (8,2 por ciento).
La industria está concentrada en varias regiones, en el siguiente orden de importancia: la región de Kantō rodea Tokio, en particular las prefecturas de Chiba, Kanagawa, Saitama y Tokio (región industrial de Keihin); la región de Tōkai, incluido Aichi, Gifu, Mie, y prefecturas de Shizuoka (región industrial de Chukyo-Tokai); región de Kinki (Kansai), incluidos los de Osaka, Kioto y Kobe (región industrial de Hanshin), la parte suroeste de Honshū, norte de Shikoku y de todo el interior del Mar (región industrial de Setouchi), y la parte norte de Kyūshū (Kitakyūshū). Además, una larga y estrecha faja de centros industriales se encuentra entre Tokio y Fukuoka, establecida por determinadas industrias, que se han desarrollado como molino de las ciudades.
Los campos en los que el Japón goza de relativamente alto desarrollo tecnológico incluyen la fabricación de semiconductores, fibra óptica, electrónica, óptica de los medios de comunicación, fax y fotocopiadoras, y en los procesos de fermentación de alimentos, fármacos y bioquímica. Japón tiene ligeros retrasos en productos tales como los satélites, cohetes y aeronaves de gran tamaño, donde la capacidad de ingeniería avanzada no es suficiente, ya que se requieren avances a través de su agencia de exploración aeroespacial. Con JAXA(Agencia Japonesa de Exploración Aeroespacial) posiblemente se realice una misión tripulada a la Luna. En productos tales como el diseño asistido por ordenador y fabricación asistida por ordenador (CAD / CAM), bases de datos, con software básico se requieren capacidades. Es difícil la explotación de los recursos naturales, debido a la falta de ellos.

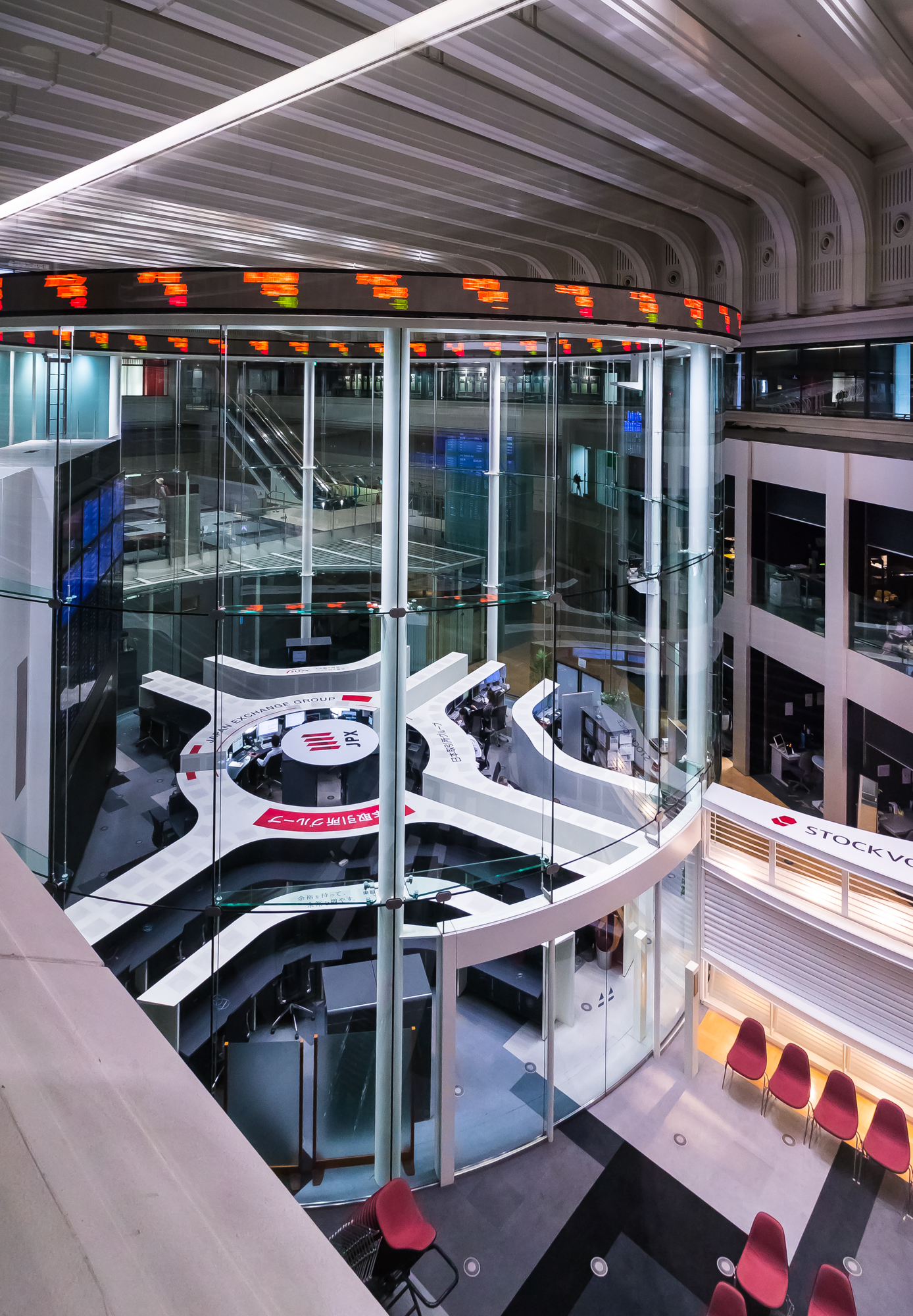
La Bolsa de Tokio es la segunda más grande del mundo, con capitalización de mercado de más de $ 4 billones.

### Minería y energía
En energías no renovables, en 2020
, el país fue el 80º productor mundial de petróleo, con una producción casi nula. En 2019, el país consumió 3,8 millones de barriles / día (el cuarto consumidor más grande del mundo). El país fue el cuarto mayor importador de petróleo del mundo en 2016 (3,1 millones de barriles / día). En 2015, Japón fue el 52º productor mundial de gas natural, con una producción casi nula. El país fue el mayor importador mundial de gas natural en 2018: 99,7 mil millones de m³ por año. En la producción de carbón, el país ocupó el puesto 40 en el mundo en 2018: 1,3 millones de toneladas. Fue el tercer mayor importador de carbón del mundo en 2018: 189 millones de toneladas. Japón es también el quinto país con más  plantas atómicas en su territorio: en 2019 había 33 plantas, con una potencia instalada de 31,6 GW.
En energías renovables, en 2020, Japón fue el vigésimo primer productor mundial de energía eólica, con 4,2 GW de potencia instalada; el 3.er mayor productor de energía solar en el mundo, con 67 GW de potencia instalada; y en 2014 fue el octavo productor de energía hidroeléctrica en el mundo con una capacidad instalada de 50 GW.
En 2019, Japón fue el segundo productor mundial de yodo, cuarto mayor productor mundial de bismuto, el noveno productor mundial de azufre y el décimo productor más grande de yeso.
A pesar de ello los niveles de importación de las materias primas dejan en evidencia que la producción interna es prácticamente testimonial dado que el país Japón importa el 99% del petróleo, 74% de gas, 98% de hierro, el 100% de bauxita y el 75% de carbón.

## Sector terciario

### Turismo
En 2018, Japón fue el undécimo país más visitado del mundo, con 31,1 millones de turistas internacionales. Los ingresos por turismo este año fueron de $ 41,1 mil millones.

### Servicios
El sector de servicios de Japón representa alrededor de tres cuartos del total de su producción económica. La banca, los seguros, las bienes raíces, la venta al por menor, el transporte y las telecomunicaciones son las principales industrias. Existen grandes empresas como Mitsubishi UFJ, Mizuho, NTT, TEPCO, Nomura, Mitsubishi Estate, Tokio Marine, JR East, Seven & I, algunas de ellas son grandes empresas multinacionales. El gobierno de Koizumi situara a Japan Post como uno de los proveedores de servicios de seguros y de la privatización más grandes del país hasta el año 2014. Los seis principales grupos son Keiretsu, Sumitomo, Fuyo, Mitsui, Dai-Ichi Kangyo y Sanwa. En Japón se encuentran 326 empresas de la lista Forbes Global 2000, lo que supone el 16,3% del total (en 2006).

## Fuerza laboral

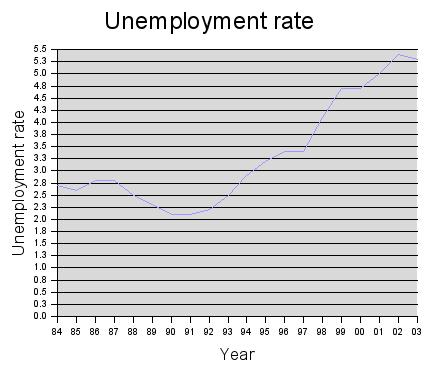
Tasa de desempleo japonesa.

En 2001, la fuerza laboral de Japón constaba de unos 67 millones de trabajadores, el 40% de los cuales eran mujeres, y está disminuyendo rápidamente. La afiliación sindical del trabajo es de unos 12 millones. La tasa de desempleo es actualmente del 4,1%. En 1989, el sector público, predominantemente la confederación sindical, SOHYO (Consejo General de Sindicatos de Japón), se fusionó con la RENGO (Confederación de Sindicatos del Sector Privado de Japón) para formar la Confederación de Sindicatos del Japón.
Una de las principales preocupaciones a largo plazo para la fuerza de trabajo japonesa es la baja tasa de natalidad. En el primer semestre de 2005, el número de muertes en Japón fue superior al número de nacimientos, lo que indica que la disminución de la población, inicialmente previsto para comenzar en 2007, ya había comenzado. Si bien una contramedida para un descenso de natalidad sería la de eliminar los obstáculos a la inmigración, el gobierno japonés se ha mostrado reticente a hacerlo.
En julio de 2006, la tasa de desempleo en Japón era del 4,1%, según la OCDE.
Actualmente ya habiendo pasado una crisis mundial que afecto a casi todo el mundo, así como los desastres recientes ocurridos por los eventos naturales, se ha llegado a una época en la que el empleo se comienza a hacer cada vez más escaso y ofrecido de manera temporal a propósito; permitiendo leyes que provocan que el bienestar de los empleados se vea minado por leyes que han pasado a ser muy permisivas con las empresas por lo que la lealtad del empleado con la empresa puede verse imposibilitada de cumplir, muchos de estos empleados y desempleados crecientes comienzan a formarse una tendencia política de Izquierda catalizada por el Partido Comunista Japonés al ver que su trabajo duro no ha rendido esfuerzo suficiente como en otras épocas, tendencia que ahora también puede decirse que se verá remarcada en muchos jóvenes nipones.

## Comercio exterior

### Importaciones
Se presentan a continuación las mercancías de mayor peso en las importaciones de Japón para el período 2010-hasta agosto de 2015. Las cifras están expresadas en dólares estadounidenses valor FOB.

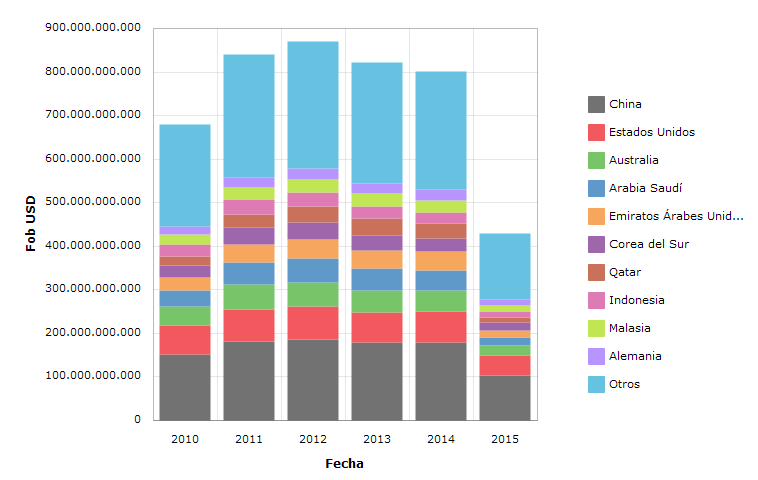
Importaciones de Japón del periodo 2010-hasta agosto de 2015 expresadas en USD valor FOB. [http://trade.nosis.com/es/Comex/Importacion-Exportacion/Japón/Todas-las-posiciones-arancelarias/JP/00 Fuente

[actualizar]
| Fecha Mercadería por capítulo arancelario | 2010            | 2011            | 2012            | 2013            | 2014            | enero-agosto de 2015 |
| --- | --------------- | --------------- | --------------- | --------------- | --------------- | -------------------- |
| 27 - combustibles minerales, aceites minerales y productos de su destilación; materias bituminosas; ceras minerales                                                                                  | 198.022.058.205 | 273.526.461.168 | 301.123.592.026 | 281.314.464.090 | 262.148.748.946 | 107.121.576.580      |
| 85 - máquinas, aparatos y material eléctrico, y sus partes | 86.492.432.960  | 92.405.972.888  | 96.721.800.332  | 96.667.239.930  | 98.976.094.526  | 58.153.275.656       |
| 84 - calderas, máquinas, aparatos y artefactos mecánicos; partes de estas máquinas o aparatos | 55.829.938.422  | 63.633.236.645  | 64.048.125.288  | 62.274.458.966  | 65.116.199.878  | 40.246.139.748       |
| 26 - minerales metalíferos, escorias y cenizas | 31.608.186.190  | 39.084.338.381  | 35.440.925.354  | 32.111.056.914  | 30.181.889.356  | 15.415.561.470       |
| 90 - instrumentos y aparatos de óptica, fotografía o cinematografía, de medida, control o precisión; instrumentos y aparatos medicoquirurgicos; partes y accesorios de estos instrumentos o aparatos | 22.486.427.464  | 24.812.964.380  | 26.568.430.374  | 24.548.886.463  | 24.830.640.194  | 15.274.620.649       |
| 30 - productos farmacéuticos | 16.179.083.463  | 19.907.491.658  | 22.997.820.570  | 20.877.680.788  | 19.966.414.241  | 14.534.480.109       |
| 87 - vehículos automóviles, tractores, velocípedos y demás vehículos terrestres, sus partes y accesorios                                                                                             | 14.542.742.211  | 17.828.421.553  | 21.163.479.413  | 21.118.836.869  | 21.539.978.939  | 12.431.408.040       |
| 29 - productos químicos orgánicos | 16.137.304.834  | 18.993.663.941  | 18.119.999.576  | 16.112.806.242  | 15.134.172.273  | 9.622.979.972        |
| 62 - prendas y complementos (accesorios) de vestir, excepto los de punto | 12.653.844.787  | 15.900.012.753  | 16.398.002.633  | 16.108.555.461  | 14.785.628.525  | 8.782.290.857        |
| 39 - plásticos y sus manufacturas | 12.670.234.123  | 15.281.498.777  | 15.677.104.357  | 15.075.655.355  | 15.483.902.070  | 9.253.709.884        |
| Demás capítulos | 213.429.900.077 | 259.466.992.249 | 252.786.387.192 | 235.583.123.424 | 233.124.603.062 | 139.463.299.461      |
| Total | 680.052.152.735 | 840.841.054.393 | 871.045.667.115 | 821.792.764.503 | 801.288.272.009 | 430.299.342.425      |

### Exportaciones
Se presentan a continuación los principales socios comerciales de Japón para el periodo 2017 hasta 2021. La mayoría de sus importadores están concentrados en Asia salvo Estados Unidos, Alemania y Australia. Las cifras expresadas son en dólares estadounidenses valor FOB.

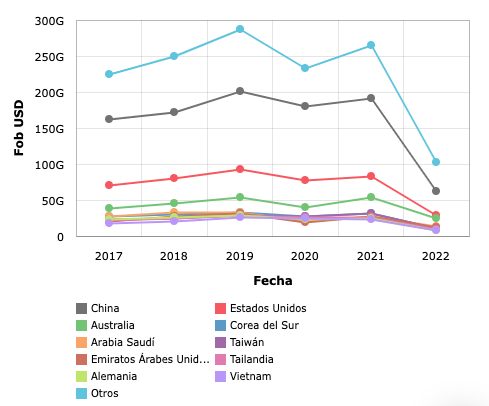
Exportaciones de Japón del periodo 2017 hasta 2021, expresadas en USD valor FOB.

| Fecha País importador | 2017            | 2018            | 2019            | 2020            | 2021            |
| --------------------- | --------------- | --------------- | --------------- | --------------- | --------------- |
| China                 | 126.369.444.666 | 137.536.116.541 | 153.758.937.372 | 148.685.212.968 | 160.055.137.992 |
| Estados Unidos        | 128.179.323.912 | 132.867.871.172 | 158.797.554.956 | 127.103.224.151 | 132.863.069.040 |
| Corea del Sur         | 50.796.857.779  | 50.037.004.309  | 52.480.618.299  | 47.939.125.244  | 51.713.390.348  |
| Taiwán                | 38.340.273.549  | 40.124.731.726  | 49.160.437.767  | 47.472.702.044  | 53.760.212.302  |
| Hong Kong             | 28.522.884.041  | 28.521.295.554  | 32.822.179.901  | 29.952.944.884  | 28.981.653.541  |
| Tailandia             | 27.873.834.027  | 30.598.755.993  | 34.461.044.473  | 27.357.040.770  | 32.507.952.263  |
| Singapur              | 17.862.982.208  | 18.166.583.691  | 19.122.738.561  | 16.790.862.981  | 17.920.628.467  |
| Alemania              | 17.149.228.420  | 18.783.945.879  | 22.089.282.229  | 18.209.370.259  | 19.793.809.964  |
| Australia             | 15.612.233.240  | 16.076.130.556  | 17.042.832.652  | 13.507.363.937  | 15.461.193.953  |
| Resto del mundo       | 188.871.039.588 | 203.695.033.654 | 235.793.107.019 | 184.033.498.086 | 203.788.159.417 |
| Total                 | 653,986,300,085 | 692,089,275,294 | 794,409,290,563 | 679,425,449,024 | 735,656,948,359 |

## Historia económica de la posguerra

Evolución del PIB per cápita en Asia Oriental desde 1820

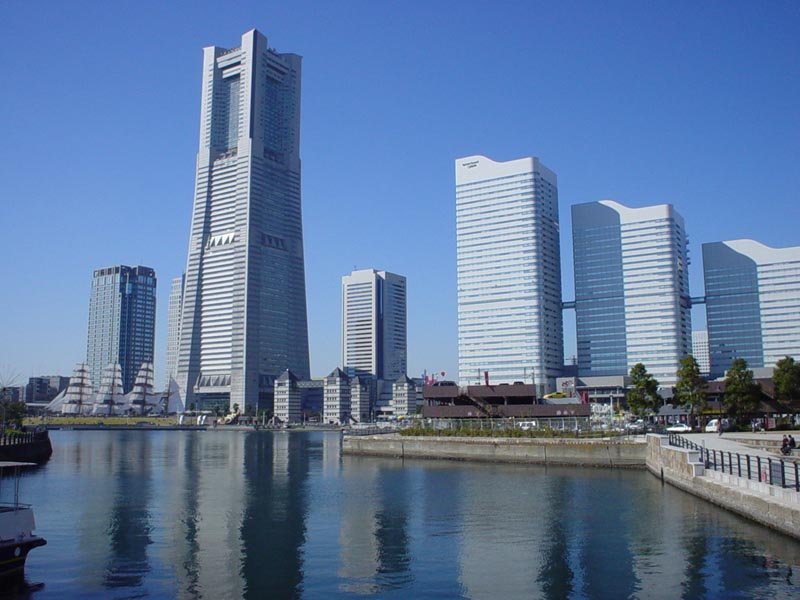
Yokohama, centro financiero.

Se ha llamado "milagro japonés" al crecimiento económico vivido por el país desde los años 1960 hasta los años 1980, con un promedio del 10% durante los años 1960, un 5% en los años 1970 y una media del 4% en los años 1980. El crecimiento redujo su marcha notablemente a finales de los ochenta y durante la década de los noventa, en lo que se ha conocido como la década perdida, en gran parte debido al fracaso del Banco de Japón de bajar las tasas de interés con la suficiente rapidez para contrarrestar los efectos del colapso de la burbuja inmobiliaria sufrida a finales de los años 1980. Algunos economistas piensan que a causa de esto, Japón entró en una denominada trampa de la liquidez.

### Década perdida
La denominada década perdida de la economía japonesa tiene su origen en la burbuja que se produjo en los precios de los inmuebles y las acciones durante los años ochenta y que estalló de forma progresiva en los primeros años noventa. El derrumbe de los precios provocó un largo periodo de crecimiento económico muy reducido caracterizado por el exceso de capacidad y la falta de confianza en el futuro económico del país y que se complicó con la caída brusca de la inversión privada y sus repercusiones en el sector bancario.
Para mantener su economía a flote, las autoridades fiscales japonesas expandieron el déficit presupuestario para financiar grandes programas de inversión en obras públicas. Hacia 1998, los proyectos de trabajos públicos de Japón no fueron suficientemente efectivos para estimular la demanda y terminar el estancamiento de la economía. En su desesperación, el gobierno japonés emprendió la llamada "reforma estructural": la política tuvo la intención de retorcer excesos especulativos de la reserva y de mercados inmobiliarios. Lamentablemente, esta política condujo Japón en una deflación en numerosas ocasiones entre 1999 y 2004. En política monetaria se flexibilizó la política monetaria haciendo descender los tipos de interés hasta llegar al cero por ciento.
En 1996 se logró un periodo de recuperación basado en esta política fiscal expansiva, que no pudo consolidarse en años posteriores por la conjunción del comienzo de la crisis asiática, la reanimación de la crisis de las entidades financieras y las medidas fiscales contradictorias tomadas en los años siguientes.
En su trabajo de 1998, "La Trampa de Japón", el profesor de Economía de Princeton, Paul Krugman, argumentó que basado en varios modelos, Japón tenía una nueva opción. El plan de Krugman reclamó una subida de las expectativas de inflación para promover el gasto y, a largo plazo, reducir los tipos de interés. Japón usó otra técnica, denominada flexibilización cuantitativa. A diferencia de abundancia de dinero, el Banco de Japón amplió la oferta de dinero internamente para levantar las expectativas de inflación. Aunque fracasó inicialmente en su intento de inducir cualquier crecimiento, posteriormente comenzó a incrementar las expectativas inflacionistas.
A finales del 2005, la economía finalmente comenzó lo que parecía ser una recuperación sostenida. El crecimiento del PIB durante ese fue el 2,8 %, con una extensión del cuarto trimestre anualizada en 5,5 %, sobrepasando los índices de crecimiento de Estados Unidos y la Unión Europea durante el mismo período. A diferencia de las tendencias de recuperación vividas anteriormente, el consumo interno ha sido el factor dominante de crecimiento. Actualmente Japón es el mercado superior de exportación para unas 15 naciones comerciales por todo el mundo.

### Años recientes

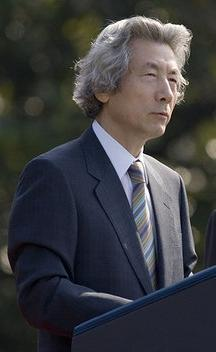
Jun'ichirō Koizumi, primer ministro de Japón desde 2001 hasta 2006.

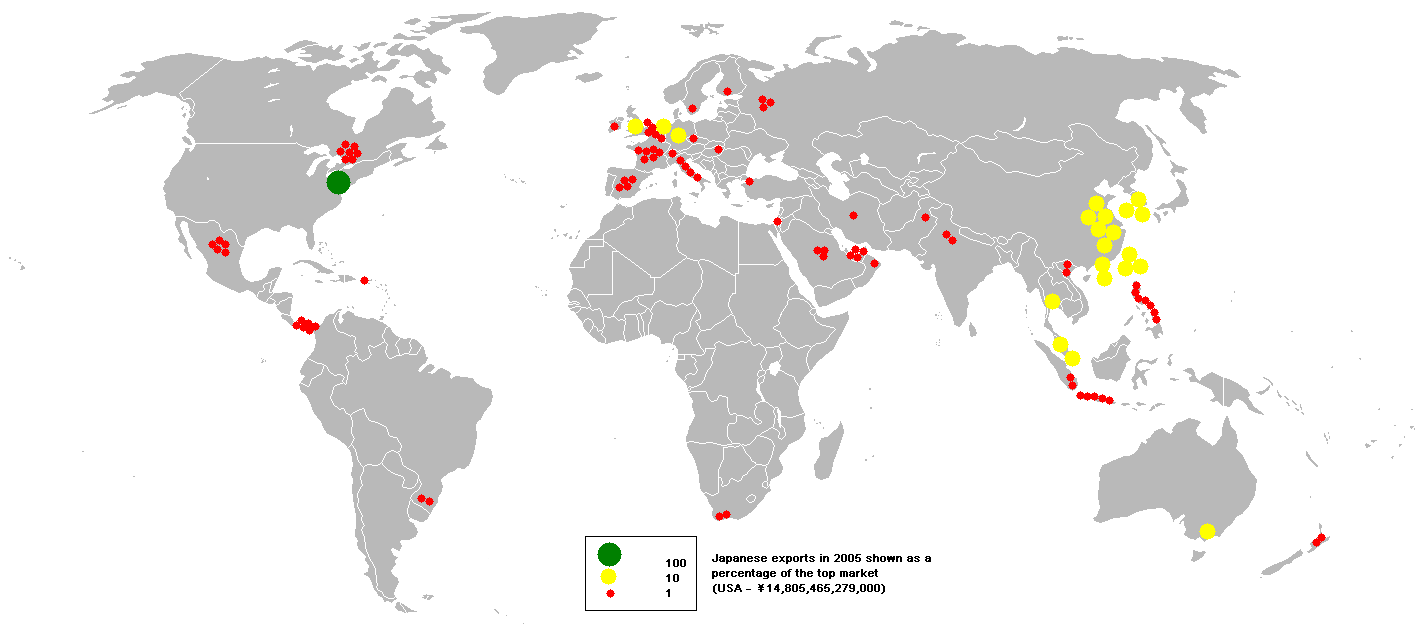
Exportaciones japonesas en 2005.

La administración Koizumi, que se mantuvo en el cargo hasta el 2006, intento pasar (a veces con fracaso) la privatización y las principales leyes de inversión extranjera, la intención de ayudar a estimular la economía del Japón era latente. Aunque la eficacia de estas leyes es todavía ambigua, la economía ha comenzado a responder, pero el envejecimiento de la población de Japón espera más tensión en el crecimiento en un futuro cercano.
Economistas heterodoxos suelen afirmar que Japón es económicamente mucho más fuerte de lo que se le considera. Algunos economistas reconocen que el país oriental, a diferencia de la mayoría de los países occidentales, ha mantenido su base industrial, y tiene vastas reservas de capital, teniendo actualmente una fuerte perspectiva económica.
La privatización del Servicio Postal de Japón, que también dirige el seguro de depósito y la toma de las empresas, es una cuestión importante. Una batalla política sobre la privatización causó un estancamiento político en agosto de 2005, y, en última instancia condujo a la disolución de la Cámara de Representantes japonés. Los depósitos de Ahorro Postal, que hasta entonces había sido utilizado para financiar proyectos de obras públicas, muchas de las cuales han tenido cuestionable valor económico, están por encima de 1,9 billones de dólares estadounidenses, y podría ser una fuerza importante en la dinamización del sector privado.
El descenso de la población japonesa como resultado de una baja natalidad pone en peligro a largo plazo la vitalidad económica de Japón. Un mayor porcentaje de personas mayores en la población ejercerá presión sobre el sistema de pensiones, y, en definitiva, una mayor carga sobre la actual generación de trabajadores.
Las autoridades monetarias japonesas manifestaron su deseo continuo de devaluar el precio del yen en relación con otras monedas clave específicas para proteger a las empresas nacionales de las importaciones, este deseo puede que ya no sea viable. La más reciente acta de intervención en el año 2003 ascendió a más de 17 billones de yenes, más de un tercio de billón de dólares de los Estados Unidos en el momento y casi el 3% del PIB de 2003 de Japón, que están a la venta en favor de otros, no los activos denominados en yenes. Sin embargo, desde 2005, el país no ha intervenido directamente para comprar moneda, ya que, como el yen ha llevado con eficacia el comercio ha desarrollado la misma tarea.
Desde mediados del 2008, la demanda global por los autos y electrónicos se redujo, por lo que el país entró en recesión. Para marzo del 2009, había un repunte de las exportaciones y manufacturas, aunque el consumo interno está débil.
Para junio de 2017, el Ministerio de Salud, Trabajo y Bien Estar anunció que el salario medio de los trabajadores aumentó a  275.321 yenes.

## Indicadores
Electricidad
- Consumo: 956.300 millones de kWh (2005)
- Producción: 996.000 millones de kWh (2005)
- Exportaciones: 0 kWh (2003)
- Importaciones: 0 kWh (2003)
- Según la fuente de producción:
  - De combustibles fósiles: 56,68%
  - Nuclear: 31,93%
  - Hidroeléctrica: 8,99%
  - Otros: 2,4% (1998)

- Normas:
  - 100 voltios a 50 Hz de la Oi River (en Shizuoka) hacia el norte
  - 100 voltios a 60 Hz hacia el sur

Petróleo
- Producción: 125.000 bbl / día (2006)
- Consumo: 5,578 millones de bbl / día (2005)
- Exportaciones: 93.360 barriles / día (2001)
- Importaciones: 5,449 millones de barriles / día (2001)
- Importaciones netas: 5,3 millones de barriles / día (2004 est)
- Reservas: 59 millones de bbl (1 de enero de 2006)

Otros indicadores
- Tasa de crecimiento de la producción industrial: 3,3% (2006 est)
- Porcentaje de inversión (bruta fija): 24% del PIB (2009 est)
- Ingresos de los hogares o el consumo por parte porcentual:
  - 10% más bajo: 4,8%
  - 10% más alto: 21,7% (1993)
- Tipos de cambio:
  - Yenes japoneses por 1 dólar de los Estados Unidos: 109.690016 (2005), 115.933 (2003), 125.388 (2002), 121.529 (2001), 105.16 (enero de 2000), 113.91 (1999), 130.91 (1998), 120.99 (1997), 108,78 (1996), 94,06 (1995)